# Konstantin Briuchanow
Konstantin Michajłowicz Briuchanow (ros. Константин Михайлович Брюханов; ur. 21 listopada 1986 w Pierwouralsku) − rosyjski kulturysta i bokser.

## Życiorys
Ukończył pierwouralską szkołę nr 15. Studiował w Uralskiej Państwowej Akademii Architektury oraz na Uralskim Uniwersytecie Górniczym. Przez lata zajmował się boksem. Jest mistrzem Rosji juniorów (2008) oraz wicemistrzem świata (2009). Jako osiemnastolatek rozpoczął treningi kulturystyczne.
W maju 2008 roku brał udział w Mistrzostwach Rosji w kulturystyce federacji NAC RF (НАК РФ). W kategorii juniorów zdobył srebrny medal. Rok później wywalczył w tych mistrzostwach dwa medale: złoto w kategorii juniorskiej oraz brąz w kategorii mężczyzn powyżej 172 cm. W listopadzie 2015 na zawodach Mr. and Miss Universe, organizowanych przez federację NAC, zajął trzecie miejsce na podium w kategorii generalnej. W czerwcu 2017 został mistrzem świata, zwyciężając zawody organizowane przez federację NABBA w kategorii kulturystyka 2.
Żonaty, prowadzi własny biznes.

## Warunki fizyczne
- wzrost: ok. 175−180 cm
- waga (w sezonie zmagań sportowych): ok. 90−100 kg
- waga (poza sezonem zmagań sportowych): ponad 120 kg (2018 r.)

## Osiągnięcia (wybór)

### Kulturystyka
- 2009: Mistrzostwa Rosji w kulturystyce, federacja NAC RF (НАК РФ), kategoria juniorów − I m-ce[3]
- 2009: Mistrzostwa Rosji w kulturystyce, federacja NAC RF (НАК РФ), kategoria mężczyzn powyżej 172 cm − III m-ce[3]
- 2017: Mistrzostwa Świata w kulturystyce, federacja NABBA, kategorii kulturystyka 2 − I m-ce[5]
- 2017: Mistrzostwa Świata w kulturystyce, federacja NABBA, kategorii open − II m-ce[5]